# Christmas Time (Don't Let the Bells End)
Christmas Time (Don't Let the Bells End) is een nummer van The Darkness, uitgebracht op 15 december 2003 door het platenlabel Must Destroy. Het nummer behaalde de 2e positie in de UK Singles Chart.